# 고진기
| 백악기 ← 고진기 → 신진기 65.5 – 23.03 백만년 전 |                                                                                       |                |            |
| |                                                                                       |                |            |
| 평균 O2 농도 | 약 30 Vol % (현재의 150 %)                                                            |                |            |
| 평균 대기 CO2 농도 | 약 2000 ppm (산업 시대 이전의 7배)                                                    |                |            |
| 평균 표면 온도 | 약 18 °C (현재보다 4 °C 높음)                                                         |                |            |
| 해수면 고도 (현재 기준) | 현재보다 200m 높은 조건에서 출발하여서 점점 내려가 후기에는 현재 수준으로 저하되었다. |                |            |
| \| 기 \| 세 \| 절 \| 백만년전 \| \| ----------------------------------------------- \| -------- \| -------------- \| ---------- \| \| 신진기 \| 마이오세 \| 아키텐절 \| 이후 \| \| 고진기 \| 올리고세 \| 카티절 \| 23.03–28.4 \| \| 고진기 \| 올리고세 \| 루펠절 \| 28.4–33.9 \| \| 고진기 \| 에오세 \| 프리아보나절 \| 33.9–37.2 \| \| 고진기 \| 에오세 \| 바턴절 \| 37.2–40.4 \| \| 고진기 \| 에오세 \| 루테티아절 \| 40.4–48.6 \| \| 고진기 \| 에오세 \| 이퍼르절 \| 48.6–55.8 \| \| 고진기 \| 팔레오세 \| 타넷절 \| 55.8–58.7 \| \| 고진기 \| 팔레오세 \| 셸란절 \| 58.7–61.7 \| \| 고진기 \| 팔레오세 \| 다니아절 \| 61.7–66 \| \| 백악기 \| 후기 \| 마스트리흐트절 \| 이전 \| \| IUGS에 따른 고진기의 시대 구분. 2013년 기준.[4] \| \| \| \| |                                                                                       |                |            |
| 기 | 세                                                                                    | 절             | 백만년전   |
| 신진기 | 마이오세                                                                              | 아키텐절       | 이후       |
| 고진기 | 올리고세                                                                              | 카티절         | 23.03–28.4 |
| 고진기 | 올리고세                                                                              | 루펠절         | 28.4–33.9  |
| 고진기 | 에오세                                                                                | 프리아보나절   | 33.9–37.2  |
| 고진기 | 에오세                                                                                | 바턴절         | 37.2–40.4  |
| 고진기 | 에오세                                                                                | 루테티아절     | 40.4–48.6  |
| 고진기 | 에오세                                                                                | 이퍼르절       | 48.6–55.8  |
| 고진기 | 팔레오세                                                                              | 타넷절         | 55.8–58.7  |
| 고진기 | 팔레오세                                                                              | 셸란절         | 58.7–61.7  |
| 고진기 | 팔레오세                                                                              | 다니아절       | 61.7–66    |
| 백악기 | 후기                                                                                  | 마스트리흐트절 | 이전       |
| IUGS에 따른 고진기의 시대 구분. 2013년 기준. |                                                                                       |                |            |

고진기(古進紀), 고제3기(古第三紀) 또는 팔레오기(Paleogene, Palæogene)는 신생대의 세 기 중 첫번째 시기로, 중생대 백악기의 이후, 신생대 신제3기  이전의 시기이다. 약 6600만 년 전부터 2300만 년 전까지 지속되었다.
고진기의 지구 기후는 온난하였으며 해수면이 지금보다 높았다. 바다에는 고진기 전기간에 걸쳐서 번성한 진골어류와 경골어류, 고진기의 전기간에 걸쳐서 번성하다가 멸종한 화폐석 등의 어류가 서식하였고 육상에는 포유류, 조류, 곤충, 속씨식물들이 번성하였다. 또한 고진기에 들어 중생대 트라이아스기에 출현하였지만 중생대에는 소수종이었던 포유류와 백악기에 공룡에서 진화한 조류와 백악기에 겉씨식물에서 갈라져 나와 백악기 후기때부터 우세종으로 자리잡은 속씨식물과 같은 새로운 생물이 진화하고 방산하여 번성하였다.

## 고지리학
고진기 시대에는 판게아가 오늘날의 대륙과 같은 모습으로 나뉘어 같은 위치로 이동하고 있었다. 대륙의 위치는 오늘날과는 약간 달랐다.
고진기 동안 대서양이 점점 넓어졌으며, 유럽에서는 알프스 조산대의 활동이 있었으며, 아시아에서는 히말라야 조산대가 활동하였다. 한편, 남아메리카와 아프리카가 남극에서 완전히 멀어졌고 오스트레일리아도 남극에서 완전히 분리되었다. 인도의 북상은 계속되었다. 당시 인도는 적도 부근에 걸쳐 있었다. 남대서양과 인도양이 확장되었다. 같은 기간 동안 아프리카과 인도 대륙의 이동으로 인해 테티스해는 점차 좁아졌다.
고진기라는 이름은 북이탈리아의 1번, 2번, 3번, 4번 산지 중 3번 산지가 만들어진 지질시대에서 유래하였다. 고진기에는 현생누대에서 가장 많은 석탄과 석유가 형성되었다. 이 시기에 형성된 석탄과 석유는 대부분 대륙붕에서 묻힌 생물의 유해가 수천만년이라는 시간동안 엄청난 열과 압력에 의해 생성된 것으로 당시 얕은 바다였던 유럽과 서아시아 부근에 많이 분포한다. 가장 널리 알려진 고진기 지층은 에베레스트 산맥 주변의 지층으로 여기에서는 당시 살던 다양한 생물의 화석이 많이 발굴되었다. 이 외에도 유럽의 남서부에 분포한 지층과, 사우디아라비아의 인근에 분포한 지층이 있다. 유공충은 고진기 시기에 형성된 석탄과 석유가 있는 곳에 주로 분포하여서 자원 탐사에 유용하게 이용된다. 한편, 아시아와 인도가 충돌하면서 거대한 조산 활동으로 테티스해가 소멸되면서 퇴적물이 솟아올라 히말라야가 형성되었다.

## 해륙의 분포
초기에는 대규모 해퇴가 일어난 것 같다. 미국과 유럽은 대서양의 확대로 완전히 분리되었지만, 반대로 북아메리카와 아시아는 베링 해협 부근에서 자주 붙어서, 동물의 왕래가 있었다. 아프리카, 남아메리카, 오스트레일리아, 남극의 각 대륙은 바다에서 멀어져 고립되어 있었다. 알프스산맥과 히말라야산맥의 조산운동이 시작되었다. 북아메리카 서부의 조산운동도 계속되었다.

## 기후
고진기의 기후는 후반 중생대의 덥고 습한 조건에서 출발하여 오히려 일시적으로(팔레오세에서 에오세 초기에 걸쳐서)이 시기의 지구의 기온은 중생대보다 상승하였다. 당시 기온이 높아져 백악기 후기에 고지대에 쌓였던 눈이 녹아내린 흔적이 발견되었다. 고위도 지역과 높은 산지에도 열대기후가 형성되었으며 팔레오세에 약간 떨어진 기온은 신생대 에오세부터 다시 온난화로 변하며, 신생대에서는 가장 고온, 다습한 시기가 되었다. 극지방 부근에도 빙상은 없고, 악어나 유대류의 화석이 출토되고 있다. 고진기 팔레오세에서 에오세 시기 왕성하게 일어났던 화산 활동과 조산 활동으로 인해 온도가 높아지고 이산화탄소가 증가하였기 때문이다. 당시의 기온이 얼마나 온난하였는가는 북위 75도 지점이었던 북극 대륙에서 발견되는 식물 화석과 남위 75도 지점이었던 남극 대륙에서 동물 화석이 발견되는 것으로 미루어 짐작할 수 있다.적도에서 극지까지 기온 변위가 적은 기후로 인해 바람은 현재보다 잔잔하였다. 표면 온도는 평균 약 20 °C였을 것으로 추정되며 더운 곳은 25 °C, 추운 곳 15 °C에 이르렀을 것으로 추정된다. 이는 현재의 표면 온도에 비해 약 6 °C 정도 높은 수치이다. 더운곳은 오늘날에 비해 5 °C, 추운곳은 오늘날에 비해 35 °C 정도 높았을 것으로 추정된다. 해수면 온도는 평균 약 30 °C였을 것으로 추정되며 더운 곳은 40 °C, 추운 곳 20 °C에 이르렀을 것으로 추정된다. 이는 현재의 해수면 온도에 비해 약 10 °C 정도 높은 수치이다. 더운곳은 오늘날에 비해 10 °C, 추운곳은 오늘날에 비해 20 °C 정도 높았을 것으로 추정된다. 당시의 남극이나 북극에는 빙하가 없었고 오늘날의 마이애미와 비슷한 기후를 보였다. 그러나 에오세 후기부터 기온이 하강하기 시작하였으며(신생대 에오세 종말 사건) 당시 대규모 해퇴가 일어나, 바다의 면적이 감소한 것이 기온 저하의 원인이라고 추측되고 있다. 또한 에오세 후기부터 지구는 지속적으로 냉각되고 건조해지기 시작하였다. 에오세 후기부터는 호주가 남극에서 완전히 분리되어 남극 주변에 온수를 공급받는 길이 차단되고 새로 흐르게 된 냉수는 남극 주변을 냉각시켜 나갔다. 이 변화가 시작되었을 때에 지구의 산소농도나 이산화탄소농도는 고진기 전반보다 저하되었고 기온도 눈에 띄게 떨어졌으며 극지방에 빙하가 확장되기 시작하였다.

## 지층
고진기에는 대륙의 상당 부분이 높은 기온과 해수면으로 인해 얕은 바다에 잠겨 있었다. 아프리카 북부일부, 남아메리카 북부 일부, 유럽, 서아시아, 서남극은 당시에 침강지역이였다. 고진기라는 이름 자체는 유럽의 북이탈리아 산지는 1번에서 4번으로 분류되어 있었는데 당시의3번 산지가 생성되는 조산운동이 일어난 시기에서 유래한 것이나, 이러한 조산운동은 전 지구상에서 광범위하게 이루어졌다. 당시의 조산운동으로 인해 생된 산지의 화석은 침강지역의 퇴적물이 솟아올라 생긴 것이다.
남유럽에서는 북유럽과 달리 석회암 층이 발달하지 못한 대신 이회토가 흔한데, 고진기에는 아직 알프스 조산대의 활동이 왕성하지 않았고 지금의 남부유럽은 대부분 대륙 남부의 대륙붕을 이루어 해저에 있었기 때문이다. 고진기 시기의 이 바다를 테티스 해라 한다.

## 식생
고등 유공충과 진골어류가 번성하였다.
현존하는 포유류의 대부분의 목은 신생대 에오세 초기에 나타나고 있다. 경우제목(鯨偶蹄目), 말목등이 번성하기 시작했다. 고래류가 경우제목으로 나타나기 시작했던 것도 이때이다. 새로운 목의 종의 상당수는 아직 작고, 10킬로그램 이하이지만, 우인타테리움(공각목, 恐角目 코뿔소 같은 것)과 같은 큰 동물이 출현하는 등, 포유류의 적응 방산이 시작되어 있다. 공각목, 범치목, 대치목(帶齒目, Taeniodonta)과 같은 원시적인 포유류의 상당수는 이 시대를 극복하지 못하고, 후기부터 말기에는 자취를 감추었다. 그 공백기에 새로운 포유류가 출현하여 제2 차의 적응 방산이 시작되었다고 볼 수 있다. 조류의 현존목도 이 시대에 완전하게 나타난다.
북미와 유럽의 생물상은 비슷한 점이 많아 이 시대까지 양 대륙이 연결되었던 흔적이다.
초기의 온난 습윤한 기후로 삼림이 잘 발달하였고, 초식 동물의 분포는 아직 한정되어 있었다.

## 동물
무척추동물로는 유공충, 부족류나 복족류 등이 표준화석으로 많이 등장한다. 척추동물로는 말·코끼리·코뿔소 등의 선조가 발전하였으며 어류는 진골어류와 경골어류가 번성하였다. 초기에는 중생대형의 것도 약간 잔재하였으나 팔레오세가 끝나기 이전에 모두 멸종하였다. KT대멸종 이후에 파충류가 쇠퇴하기 시작하면서 육상이나 해상의 생태계에 큰 공백이 생기자 포유류와 조류는 이를 이용하여 초기의 작고 단순한 형태에서 크고 복잡한 형태로 진화하였다. 이 시대 초기의 매우 온난하고 습한 기후도 포유류와 조류의 번성과 진화를 도운 것으로 생각되고 있다.

## 식물
고진기에 이르러 속씨식물이 번성하였다. 이후 속씨식물은 더욱더 꾸준히 퍼져나가거나 꾸준히 진화해서 고진기인 팔레오세에는 완전한 우세종으로 자리잡게 되었다. 고진기의 열대지방이나 온대지방에 번성한 속씨식물로는 버즘나무, 분꽃나무, 버드나무, 사시나무, 녹나무, 감탕나무, 두릅나무, 생강나무 등이 있다. 속씨식물은 꿀벌과 공생 관계를 이루며 함께 진화하였다. 이는 공진화의 대표적인 사례로 꼽힌다.
에오세 후기에 지구가 냉각되고 건조하게 되기 시작하여 온대나 열대식물은 분포가 적도지방으로 축소되고 최초의 풀이 등장하여 열대우림이나 아열대우림을 대체하기 시작하였다. 우림이나 숲은 점점 사라지고 넓은 지역에 초원이 형성되었다.

## 육상동물
백악기의 주요 육상동물이었던 공룡의 대부분이 멸종한 뒤에 포유류는 유대류가 출현하는 것과 같은 진화가 계속되었으나 여전히 소수종이었다. 백악기 후기에 이르러 출현한 진수하강이 진화하거나 방산하였다. 유일하게 살아남은 조룡류인 조류가 번성하기 시작했다.
곤충의 진화나 방산도 계속되어 개미, 흰개미, 딱정벌레 등과 함께 나비목에 속하는 나비, 나방과 같은 생물들이 진화하거나 방산하였다. 페름기, 석탄기와 중생대에 나타났던 진딧물, 메뚜기, 혹벌레도 이 시기에 진화하거나 방산하였다.

## 해양동물
백악기 바다에 출현한 오늘날의 상어와 진골류의 공통조상인 가오리상목에 속하는 어류가 상어나 진골류로 진화하여 살고 있었다. 따듯한 수온으로 인해 오늘날의 산호와 같은 고착동물이 연안을 메웠다. 고진기에는 원시 조류가 출현하였는데 이 새들은 부리에 촘촘한 이빨이 있었으며 날 수 있었고 일부 종은 물속을 헤엄쳐 물고기를 사냥하였다. 팔레오세 초기에 펭귄이 출현하였다. 한편 얕은 바다에는 유공충과 불가사리 같은 극피동물들이 있었다.
고진기에는 규조류의 두 번째 분화가 일어났다. 해양 규조류는 오늘날까지 이어지고 있으나 담수 규조류는 서서히 쇠퇴하여 올리고세 말기에 멸종하였다.
고진기에는 유공충이나 극피동물 등에 의해 생물학적 침식이 왕성하게 일어나 바위에 특유의 구멍 흔적을 남겼다.

## 에오세-올리고세 멸종
에오세 말엽에서 올리고세가 시작되는 시점까지 해당하는 시기인 약 3390만년전에 에오세-올리고세 멸종이 일어났다. 이 소규모 멸종 사건으로 인해 전지구적인 생태학적 위기가 도래했다. 에오세 말기에 소행성이 충돌한 것이 원인이었다. 소규모 멸종 이후 육상생물과 해상생물에 큰 변화가 나타나자 백악기-제3기 대멸종에서 살아남은 중생대형의 생물은 이제 완전히 지구상에서 자취를 감추게 되었고, 소행성 충돌로 발생한 대기 중에 햇빛을 차단하는 성분이 장기간 존재하면서 지표에 도달하는 에너지가 감소하자 지구의 기온과 해수면은 급격하게 하강하였고, 극지방에서는 기온저하로 인해 빙하가 확장되었다.